# Carency
Carency és un municipi francès situat al departament del Pas de Calais i a la regió dels Alts de França. L'any 2007 tenia 713 habitants.

## Demografia

### Població
El 2007 la població de fet de Carency era de 713 persones. Hi havia 274 famílies de les quals 44 eren unipersonals (8 homes vivint sols i 36 dones vivint soles), 99 parelles sense fills, 111 parelles amb fills i 20 famílies monoparentals amb fills.
La població ha evolucionat segons el següent gràfic:
Habitants censats

### Habitatges
El 2007 hi havia 292 habitatges, 274 eren l'habitatge principal de la família, 4 eren segones residències i 13 estaven desocupats. 284 eren cases i 8 eren apartaments. Dels 274 habitatges principals, 253 estaven ocupats pels seus propietaris, 18 estaven llogats i ocupats pels llogaters i 4 estaven cedits a títol gratuït; 1 tenia dues cambres, 17 en tenien tres, 60 en tenien quatre i 197 en tenien cinc o més. 241 habitatges disposaven pel capbaix d'una plaça de pàrquing. A 97 habitatges hi havia un automòbil i a 156 n'hi havia dos o més.

### Piràmide de població
La piràmide de població per edats i sexe el 2009 era:
| Homes | Edats   | Dones |
| ----- | ------- | ----- |
| 0     | 95 o +  | 0     |
| 0     | 90 a 94 | 0     |
| 4     | 85 a 89 | 4     |
| 4     | 80 a 84 | 0     |
| 16    | 75 a 79 | 16    |
| 8     | 70 a 74 | 20    |
| 4     | 65 a 69 | 8     |
| 28    | 60 a 64 | 24    |
| 16    | 55 a 59 | 12    |
| 32    | 50 a 54 | 28    |
| 32    | 45 a 49 | 24    |
| 36    | 40 a 44 | 32    |
| 20    | 35 a 39 | 40    |
| 16    | 30 a 34 | 16    |
| 20    | 25 a 29 | 8     |
| 24    | 20 a 24 | 16    |
| 32    | 15 a 19 | 28    |
| 44    | 10 a 14 | 28    |
| 12    | 5 a 9   | 16    |
| 8     | 0 a 4   | 16    |

## Economia
El 2007 la població en edat de treballar era de 490 persones, 350 eren actives i 140 eren inactives. De les 350 persones actives 325 estaven ocupades (173 homes i 152 dones) i 25 estaven aturades (12 homes i 13 dones). De les 140 persones inactives 64 estaven jubilades, 45 estaven estudiant i 31 estaven classificades com a «altres inactius».

### Ingressos
El 2009 a Carency hi havia 276 unitats fiscals que integraven 727,5 persones, la mediana anual d'ingressos fiscals per persona era de 21.143 €.

### Activitats econòmiques
Dels 16 establiments que hi havia el 2007, 6 eren d'empreses de construcció, 1 d'una empresa de comerç i reparació d'automòbils, 3 d'empreses financeres, 2 d'empreses immobiliàries i 4 d'empreses de serveis.
Dels 6 establiments de servei als particulars que hi havia el 2009, 2 eren paletes, 1 fusteria, 2 lampisteries i 1 electricista.
L'any 2000 a Carency hi havia 12 explotacions agrícoles.

## Equipaments sanitaris i escolars
El 2009 hi havia una escola maternal integrada dins d'un grup escolar amb les comunes properes formant una escola dispersa.

## Poblacions més properes
El següent diagrama mostra les poblacions més properes.